# Colaspis floridana
Colaspis floridana är en skalbaggsart som beskrevs av Schaeffer 1934. Colaspis floridana ingår i släktet Colaspis och familjen bladbaggar. Inga underarter finns listade i Catalogue of Life.